# Polybia depressa
Polybia depressa är en getingart som först beskrevs av Adolpho Ducke 1905.  Polybia depressa ingår i släktet Polybia och familjen getingar. Inga underarter finns listade i Catalogue of Life.